# Mật độ điểm ảnh
Mật độ điểm ảnh (tiếng Anh: Pixels per inch, viết tắt ppi hoặc pixels per centimetre, viết tắt ppcm hoặc pixels/cm) là phép đo mật độ điểm ảnh của hình ảnh trên các thiết bị điện tử, như màn hình máy tính hoặc truyền hình, hoặc thiết bị ảnh kỹ thuật số như máy ảnh hoặc máy quét ảnh. Mật độ hướng ngang và dọc đều giống nhau trên hầu hết các thiết bị có điểm ảnh vuông, nhưng sẽ khác với trên các thiết bị có điểm ảnh không phải là hình vuông. Chú ý mật độ điểm ảnh không giống với độ phân giải, trước đây nó chỉ dùng để mô tả số lượng chi tiết trên bề mặt vật lý hoặc thiết bị, nhưng sau này độ phân giải còn mô tả thông tin số lượng điểm ảnh không phân biệt quy mô của nó. Theo cách khác, một điểm ảnh sẽ không có kích thước hoặc đơn vị vốn có (một điểm ảnh thực chất sẽ là một mẫu), nhưng sau khi nó được in, hiển thị, hoặc quét thì điểm ảnh sẽ có kích thước vật lý (thông số) và một mật độ điểm ảnh (ppi).

## Nguyên tắc cơ bản
Từ khi hầu hết thiết bị kỹ thuật số sử dụng chấm hoặc điểm ảnh, thì kích thước của các phương tiện ghi (bằng inch) và số lượng của điểm ảnh (hoặc chấm) đều liên quan trực tiếp đến 'điểm ảnh trên mỗi inch' (pixels per inch). Công thức dưới đây sẽ cho ra số lượng của điểm ảnh, chiều rộng hoặc chiều cao, tính được kích thước vật lý của một định dạng và điểm ảnh trên mỗi inch:
{\displaystyle {\text{Số lượng điểm ảnh}}={\text{Kích thước tính bằng Inch}}*{\text{PPI}}}
Điểm ảnh trên mỗi inch (hoặc điểm ảnh trên mỗi centimet) mô tả độ chi tiết của tệp tin hình ảnh khi đã được biết trước kích thước in. Ví dụ, hình 100×100 pixel được in trên 2 inch vuông có độ phân giải 50 pixel trên mỗi inch. Bằng cách này, phép đo rất có ý nghĩa khi in hình ảnh. Trong ứng dụng phần mềm, như Adobe Photoshop, chương trình được thiết kế để tạo ra hình ảnh mới bằng thông số thiết bị đầu ra và PPI (pixels trên mỗi inch). Do đó mục tiêu đầu ra thường được xác định khi tạo một tập tin ảnh.

## Đầu ra trên các thiết bị khác
Khi truyền hình ảnh giữa các thiết bị, ví dụ như in một hình ảnh được tạo bởi màn hình, thì việc am hiểu mật độ điểm ảnh giữa hai thiết bị rất quan trọng. Một màn hình HD 24" với độ phân giải gốc là 1920 pixel (bề ngang), giả sử người nghệ sĩ tạo một bức ảnh mới trên màn hình có độ phân giải 1920 pixel, có thể dùng cho web mà không cần phải in. Sử dụng lại công thức ở trên ta có thể biết mật độ điểm ảnh (PPI) của tấm hình trên màn hình hiển thị:
{\displaystyle {\text{PPI (màn hình)}}={\text{Số lượng điểm ảnh}}/{\text{Kích thước tính bằng Inch}}=1920/24=80ppi}
Vậy thì, hãy tưởng tượng người nghệ sĩ mong muốn sẽ in trên một biểu ngữ cỡ lớn với chiều ngang 48". Chúng ta biết số lượng điểm ảnh của hình và kích thước cần phải xuất ra, nên sử dụng lại công thức trên sẽ cho ra PPI của biểu ngữ sẽ in:
{\displaystyle {\text{PPI (poster)}}={\text{Số lượng điểm ảnh}}/{\text{Kích thước tính bằng Inch}}=1920/48=40ppi}
Với kết quả trên đầu ra của biểu ngữ chỉ có 40 điểm ảnh trên mỗi inch. So máy in chỉ có thể in với 300 ppi, độ phân giải của tấm ảnh gốc sẽ thấp hơn những yêu cầu để tạo ra biểu ngữ chất lượng cao, mặc dù nó có thể dùng tốt trên màn hình hoặc website. Vì vậy có thể nói rằng hình ảnh 1920 x 1080 pixel không đủ điểm ảnh để in trên định dạng lớn.

## Điện thoại thông minh
Điện thoại thông minh dùng màn hình hiển thị nhỏ, nhưng có một số sản phẩm có PPI rất lớn, như Samsung Galaxy S7 màn hình quad HD với 577 PPI, Fujitsu F-02G màn hình quad HD với 564 PPI, LG G6 màn hình quad HD với 564 PPI – XHDPI hoặc Oppo Find 7 với 534 PPI trên màn hình 5.5" – XXHDPI (xem mục bên dưới). Xperia XZ Premium của Sony màn hình 4K với độ phân giải 807 PPI, cao nhất trong tất cả các loại điện thoại thông minh vào năm 2017.

## Tên các loại điểm ảnh
Theo tài liệu phát triển của Google Android  màn hình với mật độ điểm ảnh được chia thành nhóm sau:
| Viết tắt        | Mật độ pixel được đặt tên      | DPI                         |
| --------------- | ------------------------------ | --------------------------- |
| TVDPI           | Medium High density            | ≈160–213 điểm trên mỗi inch |
| HDPI hoặc HiDPI | High density                   | ≈213–240 điểm trên mỗi inch |
| XHDPI           | eXtra High density             | ≈240–320 điểm trên mỗi inch |
| XXHDPI          | eXtra eXtra High density       | ≈320–480 điểm trên mỗi inch |
| XXXHDPI         | eXtra eXtra eXtra High density | ≈480–640 điểm trên mỗi inch |

## Định dạng tập tin hình ảnh hỗ trợ
Bảng dưới đây thể hiện mật độ điểm ảnh được hỗ trợ bởi định dạng tập tin hình ảnh.
| Định dạng  | Đơn vị đo            | Raster/vector | Nhiều trang | Kích thước mỗi trang | Kích thước độ dài cho hình hoặc trang | Mật độ                                                                             |
| ---------- | -------------------- | ------------- | ----------- | -------------------- | ------------------------------------- | ---------------------------------------------------------------------------------- |
| AI         | Chiều dài hoặc pixel | Cả hai        | Không       | Không                | Độ dài rõ ràng. Không dùng cho pixel  | Ngầm định cho hình ảnh raster                                                      |
| EPS        | Length               | Cả hai        | Có          | Có                   | Rõ ràng                               | DPI rõ ràng (PPI) cho hình ảnh, phông chữ hoặc hiệu ứng                            |
| GIF        | Pixel                | Raster        | Có          | Không                | Không                                 | Không                                                                              |
| ICO        | Pixel                | Raster        | Có          | Có                   | Không                                 | Không                                                                              |
| JPEG       | Pixel                | Raster        | Không       | Không                | Ngầm định khi mật độ được thiết lập   | PPI hoặc PPCM tùy chọn, 2 bytes cho mỗi hướng ngang và dọc                         |
| PDF        | Length               | Cả hai        | Có          | Có                   | Rõ ràng                               | DPI rõ ràng (PPI) cho hình ảnh, phông chữ hoặc hiệu ứng                            |
| PNG        | Pixel                | Raster        | Không       | Không                | Ngầm định khi mật độ được thiết lập   | PPM tùy chọn, 4 bytes cho mỗi hướng ngang và dọc                                   |
| PPM        | Pixel                | Raster        | Có          | Không                | Không                                 | Không                                                                              |
| PSD và PSB | Chiều dài hoặc pixel | Cả hai        | Không       | Không                | Độ dài rõ ràng. Không dùng cho pixel  | Tùy chỉnh                                                                          |
| SVG        | Chiều dài hoặc pixel | Cả hai        | Có          | Không                | Độ dài rõ ràng. Không dùng cho pixel  | Ngầm định cho hình ảnh raster                                                      |
| TIFF       | Pixel                | Cả hai        | Có          | Có                   | Ngầm định khi mật độ được thiết lập   | PPI hoặc PPCM tùy chỉnh, hai 32-bit số nguyên không dấu cho mỗi hướng ngang và dọc |
| WebP       | Pixel                | Raster        | Có          | Không biết           | Không biết                            | Không biết                                                                         |
| XCF        | Pixel                | Cả hai        | Không       | Không                | Không                                 | Không                                                                              |
| Định dạng  | Đơn vị đo            | Raster/vector | Nhiều trang | Kích thước mỗi trang | Kích thước độ dài cho hình hoặc trang | Mật độ                                                                             |

1. ↑  Độ dài đề cập đến chiều dài và chiều rộng tính bằng inch, centimet,..., trong khi pixel chỉ đề cập đến số lượng pixel tìm thấy cùng với kích thước chiều dài và rộng.
2. ↑  Hỗ trợ trong SVG khác nhau. Tiêu chuẩn hỗ trợ pixelUnitToMillimeterX, pixelUnitToMillimeterY, screenPixelToMillimeterX và screenPixelToMillimeterY sử dụng trong CSS2.[11] Inkscape SVG hỗ trợ mật độ khi xuất PNG chỉ inkscape:export-xdpi và inkscape:export-ydpi.[12] Adobe lưu trữ thậm chí cũng khác nhau.